# Финкель, Говард

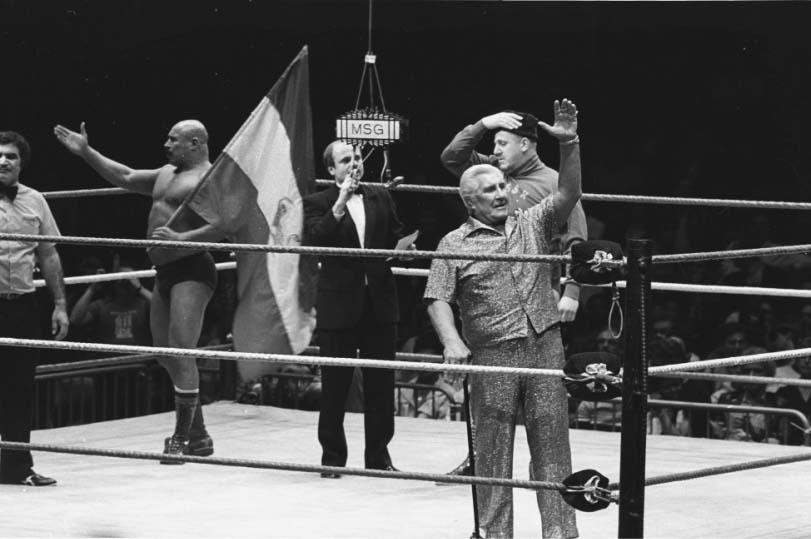
Финкель (в центре) создал свою репутацию, анонсируя матчи в «Мэдисон-cквер-гардене».

Говард Финкель (англ. Howard Finkel, 7 июня 1950, Ньюарк, Нью-Джерси — 16 апреля 2020, Мадисон) — американский ринг-анонсер в рестлинге, наиболее известный по выступлениям в WWE. Он начал работать в World Wide Wrestling Federation (WWWF) Винсента Дж. Макмэна в 1975 году, а с 1977 года был ринг-анонсером «Мэдисон-сквер-гарден». Финкель был самым продолжительным сотрудником WWE (40 лет) и считался величайшим ринг-анонсером всех времен. В 2009 году он был введен в Зал славы WWE.

## Карьера
Финкель был уроженцем Ньюарка, Нью-Джерси, и вырос в еврейской семье.
Финкель дебютировал в качестве ринг-анонсера «Мэдисон-сквер-гарден» 17 января 1977 года. К 1979 году он стал ведущим ринг-анонсером крупнейших мероприятий World Wide Wrestling Federation. 1 апреля 1980 года он стал первым сотрудником WWF и впоследствии проработал в ней дольше всех. На протяжении всей своей карьеры его характерный голос иногда использовался в титрах различных телевизионных программ компании. Его фирменным знаком было объявление нового чемпиона после смены титула, в котором он делал особое ударение на слове «новый», чтобы вызвать наибольшую реакцию публики. Он придумал название шоу WrestleMania, а также прозвище Рики Стимбота — «Дракон». В 1984 году он стал ведущим ринг-анонсером WWF на телевизионных трансляциях, заменив Джо Макхью.
Во время интервью 2011 года он сказал, что его знания истории также сыграли свою роль в работе с рестлерами и творческими отделами в первые дни существования WWF. 19 января 1987 года Джин Окерлунд вручил Финкелю памятную доску в честь десяти лет работы ринг-анонсером «Мэдисон-сквер-гарден». В 1993 году на WrestleMania IX, посвященной Древнему Риму, он был представлен в тоге как Финкус Максимус. В 1995 году Финкель взял семимесячный перерыв в работе ринг-анонсером на PPV и телевизионных трансляциях (но не на домашних шоу), и его заменил Мэнни Гарсия. Он вернулся к постоянной работе ринг-анонсером на Royal Rumble 1996 года.
К 2000 году Финкель перешел на более легкий график работы с приходом Лилиан Гарсии и Тони Чимела на Raw и SmackDown соответственно, но он все еще работал на некоторых PPV. К 2006 году Финкеля редко можно было услышать даже на PPV. Тем не менее, он регулярно работал на домашних шоу и представлял новых членов Зала славы WWE на WrestleMania. Сам Финкель был введен в Зал славы 4 апреля 2009 года Джином Окерландом. Финкель присутствовал на всех WrestleMania с 1985 по 2016 год.
С 2017 года его роль в объявлении членов Зала славы WWE перешла к другим ринг-анонсерам WWE. 22 января 2018 года, на 25-летнем юбилее Monday Night Raw, Финкель был ринг-анонсером, представлявшим Гробовщика, хотя это была запись, так как он не смог присутствовать на мероприятии. 14 июня 2020 года на шоу Backlash прозвучала запись, на которой Говард Финкель представляет Эджа и Рэнди Ортона в «Величайшем матче рестлинга в истории».

## Смерть
Финкель умер 16 апреля 2020 года в возрасте 69 лет. Он был нездоров после инсульта в феврале 2019 года. В подкасте Something to Wrestle с Брюсом Причардом, Причард упомянул, что Финкель некоторое время до своей смерти проживал в доме престарелых.

## Награды и достижения
- World Wrestling Entertainment
  - Зал славы WWE (с 2009 года)
- Wrestling Observer Newsletter
  - Зал славы Wrestling Observer Newsletter (с 2018 года)[10]